# 党家庄站
党家庄站位于山东省济南市市中区党家街道、京沪铁路下行496公里处。车站由德国投资于1911年始建，现为济南铁路局管辖的四等站。
党家庄站位于京沪线济南枢纽南咽喉位置，上行连通水屯站和济南南站，下行连接炒米店站和京沪三线崮山站。